# Asthenes arequipae
Espèce
Synonymes
- Synallaxis arequipae Sclater & Salvin, 1869 (protonyme)

Asthenes arequipae est une espèce d'oiseaux de la famille des Furnariidae, autrefois considéré comme une sous-espèce du Synallaxe de d'Orbigny (A. dorbignyi).

## Répartition
Cette espèce vit dans le Sud-Ouest du Pérou, dans l'Ouest de la Bolivie et dans le Nord du Chili.

## Taxinomie
Selon le Congrès ornithologique international et Alan P. Peterson aucune sous-espèce n'est distinguée,.